# Konsum Öst
Konsumentföreningen Öst var en svensk konsumentförening med huvudkontor i Norrköping som var aktiv i Östergötlands län på 1990-talet.

## Historik
Konsum Öst bildades 1991 genom sammanslagning av Konsum Norrköping med omnejd och Konsum Centrala Östergötland (KCÖ) i Linköping. Konsum Norrköpings historia sträckte tillbaka till Kooperativa föreningen Hoppet som grundats 1901. KCÖ hade bildats av ett antal konsumtionsföreningar. KCÖ hade i januari 1990 låtit Kooperativa förbundet driva dess butiker genom KF Föreningsutveckling AB. Efter att rekonstruktionen var klar fördes butikerna över till Konsum Öst.
År 1994 gick även Konsum Ringen i Motala upp i Konsum Öst. Därmed omfattade Konsum Öst nästan hela Östergötlands län, undantaget Norra Östergötlands konsumtionsförening i Finspång.
År 1995 överlät Konsum Öst sin butiksverksamhet till KF centralt. Senare uppgick Konsum Öst i Konsumentföreningen Svea.
Butikerna i området drevs därefter av KF centralt genom bolaget Coop Butiker & Stormarknader (CBS) fram till januari 2022 när delar av CBS överfördes till andra föreningar och Konsumentföreningen Stockholm tog över resten, inklusive Konsum Östs tidigare område. KF-medlemmar i Konsum Östs tidigare område blev samtidigt medlemmar i Konsumentföreningen Stockholm.